# (8128) Nicomachus
(8128) Nicomachus ist ein Asteroid des äußeren Hauptgürtels, der am 6. Mai 1967 vom argentinischen Astronomen Carlos Ulrrico Cesco und seinem US-amerikanischen Kollegen Arnold R. Klemola an der Astronomischen Einrichtung Leoncito (IAU-Code 829) im El-Leoncito-Nationalpark in Argentinien entdeckt wurde.
Der Asteroid wurde am 11. April 1998 nach dem antiken Philosophen, Mathematiker und Musiktheoretiker Nikomachos von Gerasa benannt.
Der Himmelskörper gehört zur Hygiea-Familie, einer eher älteren Gruppe von Asteroiden, wie vermutet wird, deren größtes Mitglied der Asteroid (10) Hygiea ist.